# Lubomír Korhoň
Lubomír Korhoň (* 6. prosince 1978, Olomouc) je český hokejový útočník. V Extralize prošel několika kluby. Působil hlavně v moravských klubech, například ve Zlíně, Třinci, Havířově,Liberci, Pardubicích, kde získal mistrovský, titul či Vítkovicích.V roce 2002 se stal na utkání hvězd nejrychlejším bruslařem extraligy. Ze zahraničních angažmá působil ve finském Ilves Tampere, dále ve švédském HV71.
Člen reprezentačních týmů U16, U17, U18, U20, A reprezentace.

## Hráčská kariéra
- 1999/00 HC Hamé Zlín (E)
- 2000/01 HC Hamé Zlín (E)

HC Havířov (E)
- 2001/02 HC Havířov (E)
- 2002/03 Tampereen Ilves (Fin)
- 2002/03 HV 71 (Swe)
- 2003/04 HC Bílí Tygři Liberec (E)
- 2004/05 HC Oceláři Třinec (E)

HC VČE Hradec Králové (1. liga)
- 2005/06 HC Moeller Pardubice (E)
- 2006/07 HC Oceláři Třinec (E)
- 2007/08 HC Oceláři Třinec (E)
- 2008/09 HC Vítkovice (E)

1. liga)
- 2009/10 HC Kometa Brno (E)
- 2010/11 KH Sanok (PLH)[1]
- 2011/12 HC Nitra (SVK) (E)
- 2012/13 LHK Jestřábi Prostějov (2. liga)
- 2012/13 - 2015/16 Sheffield Steeldogs (EPIHL)

- 2017 HC Uničov (krajský přebor)
- 2018/19 - Hull Pirates ( EPIHL)
- Celkem v Extralize: 417 zápasů, 99 gólů, 74 přihrávek, 173 bodů a 268 trestných minut. (ke konci sezony 2008/2009).[2]